# American Soldier
Albums de Queensrÿche
Take Cover
(2007) Dedicated to Chaos
American Soldier est le 11e album  studio du groupe Queensrÿche, paru en mars 2009.

## Chansons de l'album
| No  | Titre              | Durée |
| --- | ------------------ | ----- |
| 1.  | Sliver             | 3:09  |
| 2.  | Unafraid           | 4:47  |
| 3.  | Hundred mile stare | 4:31  |
| 4.  | At 30:000 feet     | 5:11  |
| 5.  | A dead man's words | 6:35  |
| 6.  | The killer         | 5:26  |
| 7.  | Middle of hell     | 5:28  |
| 8.  | If I were king     | 5:17  |
| 9.  | Man down           | 4:57  |
| 10. | Remember me        | 5:00  |
| 11. | Home again         | 4:41  |
| 12. | The voice          | 5:29  |

## Formation
- Geoff Tate - chants
- Michael Wilton - guitares
- Eddie Jackson - basse
- Scott Rockenfield - batterie